# کمیسیون انرژی‌های جایگزین و انرژی اتمی فرانسه
کمیسیون انرژی‌های جایگزین و انرژی اتمی فرانسه (انگلیسی: French Alternative Energies and Atomic Energy Commission) سازمان دولتی تحقیقاتی با بودجه دولت فرانسه است، که در زمینه‌های انرژی، دفاعی و امنیتی، فناوری اطلاعات و فناوری‌های بهداشتی فعالیت می‌کند.